# Kampstraat (Baarn)
De Kampstraat is een straat in Baarn in de Nederlandse provincie Utrecht. De rechte straat verbindt de Kerkstraat met de Eemnesserweg. 
De Kampstraat heette voor 1904 de Kampweg, naar een daar gelegen stuk roggeland. Hier stond rond 1804, op een brede strook tussen de bebouwing aan de Veldstraat en de Brinkstraat, de overplaats van villa Lommeroord. Hoewel de bewoners aan de Kampstraat de straatnaam in 1928 wilden veranderen, gaf de gemeente daaraan geen gehoor. Reden tot het burgerverzoek was de associatie van de naam met een zigeunerkamp. Aan de Kampstraat staan de gemeentelijke monumenten:
- villa Lindenoord en De Viersprong
- villa Gerarda
- Het witte kerkje